# Progress MS-02
Progress MS-02 (w oznaczeniach NASA jako Progress 63 lub 63P) – misja statku transportowego Progress, wykonana przez rosyjską agencję kosmiczną Roskosmos na potrzeby zaopatrzenia Międzynarodowej Stacji Kosmicznej.
Była to druga misja nowej wersji Progressa. Zmodernizowana wersja tego statku transportowego pozwala m.in. na wypuszczanie małych satelitów z przedziału towarowego, kontrolowanie położenia statku na orbicie dzięki nawigacji satelitarnej oraz cyfrową łączność radiową ze stacją. Ponadto nowa wersja została wyposażona w dodatkowe silniki elektryczne wykorzystywane do dokowania oraz lepszą osłonę przed mikrometeorytami.

## Przebieg misji
Start misji nastąpił 31 marca o 16:23:57 UTC z kosmodromu Bajkonur z kompleksu startowego nr 31 przy wykorzystaniu rakiety Sojuz 2.1a. Statek zadokował do portu cumowniczego modułu Zwiezda 2 kwietnia 2016 o 17:58 UTC.
Progress MS-02 był wykorzystywany do korekty orbity ISS, gdyż stacja ciągle obniża swoją wysokość na skutek tarcia o szczątkowe fragmenty atmosfery. Manewry takie zostały wykonane:
- 13 kwietnia 2016 o 12:20 UTC – silniki pracowały przez 254 sekundy, prędkość stacji wzrosła o 0,5 m/s, a jej orbita o 900 m do średniej wysokości 404,3 km,
- 8 czerwca 2016 o 14:00 UTC – silniki pracowały przez 238 sekund, prędkość stacji została zwiększona o 0,45 m/s, a jej orbita o 800 m do średniej wysokości 403,4 km,
- 24 sierpnia 2016 o 07:30 UTC – silniki pracowały przez 728,6 sekund, prędkość stacji została zwiększona o 1,3 m/s, a jej orbita o 2,3 km,
- 10 września 2016 o 00:45 UTC – silniki pracowały przez 610,3 sekund, prędkość stacji została zwiększona o 1,22 m/s, a jej orbita o 2,2 km do średniej wysokości 405,48 km.

Statek transportowy odłączył się od stacji 14 października 2016 roku o 09:38:30 UTC po 194 dniach cumowania na ISS. Następnie wykonano kontrolowany manewr deorbitacji i w efekcie statek spłonął w atmosferze nad Oceanem Spokojnym ok. 13:39 UTC.

## Ładunek
Całkowity ładunek dostarczony przez Progressa MS-02 na Międzynarodową Stację Kosmiczną ważył 2435 kg. W przednim module hermetycznym umieszczono m.in.:
- 83 kg sprzętu do systemu zaopatrzenia stacji w wodę (m.in. filtry i agregat pompowy),
- 24 kg sprzętu do systemu zaopatrzenia stacji w powietrze (m.in. czujniki tlenku węgla, pompy próżniowe i filtr powietrza),
- 346 kg przedmiotów sanitarnych i higienicznych (m.in. pojemniki na odpady, zbiorniki wodne i odpylacze),
- 35 kg zaopatrzenia medycznego (m.in. sprzęt do monitorowania zdrowia i profilaktyki przed niekorzystnym wpływem skutków nieważkości),
- 331 kg pożywienia (pojemniki z racjami żywnościowymi i zestawy świeżej żywności),
- 145 kg serwetek, ręczników, bielizny i kombinezonów dla załogi,
- 10 kg sprzętu do systemu przeciwpożarowego stacji (detektory dymu i gaśnica),
- 32 kg sprzętu do systemu kontroli temperatury wewnątrz stacji,
- 79 kg sprzętu do systemu zasilającego stację w energię elektryczną (akumulatory),
- 13 kg sprzętu do nawigacji i komunikacji radiowej,
- 23 kg przedmiotów wsparcia załogi – głównie dokumentacja,
- 13 kg materiałów do badań naukowych,
- 105 kg dodatkowego wyposażenia modułów w rosyjskim segmencie stacji,
- 94 kg przedmiotów dla załogi (ubrania, środki higieny osobistej, przesyłki personalne).

W module niehermetycznym Progressa znajdowało się m.in.: 1420 kg paliwa do systemu napędowego i manewrującego, 24 kg skompresowanego tlenu i 23 kg skompresowanego powietrza, a także 420 kg wody. Statek transportowy wyniósł również nanosatelitę TPU-120 Tomsk.